# Carlina macrocephala
Carlina macrocephala là một loài thực vật có hoa trong họ Cúc. Loài này được Moris mô tả khoa học đầu tiên năm 1827.